# Tosin Adarabioyo
Abdul-Nasir Oluwatosin Oluwadoyinsolami Adarabioyo (sinh ngày 24 tháng 9 năm 1997) là một cầu thủ bóng đá chuyên nghiệp người Anh thi đấu ở vị trí trung vệ cho câu lạc bộ Chelsea tại Premier League.

## Thống kê sự nghiệp
Tính đến 8 tháng 7 năm 2025
| Câu lạc bộ                  | Mùa giải            | Giải đấu            | Giải đấu | Giải đấu | FA Cup | FA Cup | EFL Cup | EFL Cup | Châu Âu | Châu Âu | Khác | Khác | Tổng cộng | Tổng cộng |
| Câu lạc bộ                  | Mùa giải            | Hạng đấu            | Trận     | Bàn      | Trận   | Bàn    | Trận    | Bàn     | Trận    | Bàn     | Trận | Bàn  | Trận      | Bàn       |
| --------------------------- | ------------------- | ------------------- | -------- | -------- | ------ | ------ | ------- | ------- | ------- | ------- | ---- | ---- | --------- | --------- |
| Manchester City             | 2015–16             | Premier League      | 0        | 0        | 1      | 0      | 0       | 0       | 0       | 0       | —    | —    | 1         | 0         |
| Manchester City             | 2016–17             | Premier League      | 0        | 0        | 0      | 0      | 1       | 0       | 2       | 0       | —    | —    | 3         | 0         |
| Manchester City             | 2017–18             | Premier League      | 0        | 0        | 0      | 0      | 2       | 0       | 2       | 0       | —    | —    | 4         | 0         |
| Manchester City             | Tổng cộng           | Tổng cộng           | 0        | 0        | 1      | 0      | 3       | 0       | 4       | 0       | —    | —    | 8         | 0         |
| West Bromwich Albion (mượn) | 2018–19             | Championship        | 29       | 0        | 3      | 0      | 3       | 0       | —       | —       | 1    | 0    | 36        | 0         |
| Blackburn Rovers (mượn)     | 2019–20             | Championship        | 34       | 3        | 1      | 0      | 0       | 0       | —       | —       | —    | —    | 35        | 3         |
| Fulham                      | 2020–21             | Premier League      | 33       | 0        | 1      | 0      | 0       | 0       | —       | —       | —    | —    | 34        | 0         |
| Fulham                      | 2021–22             | Championship        | 41       | 2        | 1      | 0      | 2       | 0       | —       | —       | —    | —    | 44        | 2         |
| Fulham                      | 2022–23             | Premier League      | 25       | 1        | 4      | 0      | 0       | 0       | —       | —       | —    | —    | 29        | 1         |
| Fulham                      | 2023–24             | Premier League      | 20       | 2        | 2      | 0      | 3       | 0       | —       | —       | —    | —    | 25        | 2         |
| Fulham                      | Tổng cộng           | Tổng cộng           | 119      | 5        | 8      | 0      | 5       | 0       | —       | —       | —    | —    | 132       | 5         |
| Chelsea                     | 2024–25             | Premier League      | 22       | 1        | 2      | 2      | 1       | 0       | 12      | 1       | 4    | 1    | 41        | 5         |
| Chelsea                     | 2025–26             | Premier League      | 0        | 0        | 0      | 0      | 0       | 0       | 0       | 0       | —    | —    | 0         | 0         |
| Chelsea                     | Tổng cộng           | Tổng cộng           | 22       | 1        | 2      | 2      | 1       | 0       | 12      | 1       | 4    | 1    | 41        | 5         |
| Tổng cộng sự nghiệp         | Tổng cộng sự nghiệp | Tổng cộng sự nghiệp | 204      | 9        | 15     | 2      | 12      | 0       | 16      | 1       | 5    | 1    | 252       | 13        |

1. 1 2  Số lần ra sân tại UEFA Champions League
2. ↑  Ra sân tại Championship play-offs
3. ↑  Số lần ra sân tại UEFA Conference League
4. ↑  Số lần ra sân tại FIFA Club World Cup

## Danh hiệu
Manchester City
- EFL Cup: 2017–18[15]

Fulham
- EFL Championship: 2021–22[16]

Chelsea
- UEFA Conference League: 2024–25[17]
- FIFA Club World Cup: 2025[18]

Cá nhân
- Đội hình PFA của năm: Championship 2021–22[19]
- Đội hình EFL Championship của mùa giải: Championship 2021–22[20]